# ひかり探して
『ひかり探して』（ひかりさがして、原題：내가 죽던 날、英題：The Day I Died: Unclosed Case）は、2020年公開の韓国映画。監督・脚本はパク・チワン。主演はキム・ヘス。パク・チワンは本作により、第42回青龍映画賞の新人監督賞を受賞した。

## 概要
2007年、パク・チワン（女性）は韓国映画アカデミーに入学。翌2008年に卒業作品として短編映画『여고생이다（女子高生だ）』を発表した。同作は第10回ソウル国際女性映画祭においてアジア短編最優秀賞を受賞したが、映画監督になる道は厳しく、パクは商業映画のスタッフとなった。
卒業後長い年月を経たのち、パクはキム・ヘスを理想の主演女優として念頭に置いてシナリオを書き始めた。キムにとっては実母の金銭問題が世間に大きく取り沙汰されていた頃であり、「（パクのシナリオに）出会えたのは運命だった」と述べている。
撮影は仁川広域市甕津郡の紫月島、全羅南道新安郡の増島、忠清南道瑞山市のウン島など、3つの島で行われた。デヴィッド・フィンチャーの映画が好きだというパク・チワンは撮影が休みになると、フィンチャーの作品を見返していたという。2019年11月5日にクランクアップした。
2020年11月12日に公開された。原題は直訳すると「私が死んだ日」。パク・チワンの長編デビュー作となった。2022年1月15日に日本で公開された。

## キャスト
- キム・ヘス - キム・ヒョンス
- イ・ジョンウン - スンチョンから来た人
- ノ・ジョンウィ - セジン
- キム・ソニョン - ミンジョン
- キム・ジョンヨン - 上司
- キム・テフン - ヒョンスの夫

## 受賞とノミネート
| 賞                   | 部門               | 対象             | 結果       |
| -------------------- | ------------------ | ---------------- | ---------- |
| 第57回百想芸術大賞   | 最優秀演技賞（女） | キム・ヘス       | ノミネート |
| 第57回百想芸術大賞   | 助演女優賞         | イ・ジョンウン   | ノミネート |
| 第57回百想芸術大賞   | 新人監督賞         | パク・チワン     | ノミネート |
| 第57回百想芸術大賞   | 脚本賞             | パク・チワン     | 受賞       |
| 第26回春史大賞映画祭 | 助演女優賞         | イ・ジョンウン   | ノミネート |
| 第26回春史大賞映画祭 | 脚本賞             | パク・チワン     | ノミネート |
| 第42回青龍映画賞     | 作品賞             | 『ひかり探して』 | ノミネート |
| 第42回青龍映画賞     | 主演女優賞         | キム・ヘス       | ノミネート |
| 第42回青龍映画賞     | 助演女優賞         | イ・ジョンウン   | ノミネート |
| 第42回青龍映画賞     | 新人女優賞         | ノ・ジョンウィ   | ノミネート |
| 第42回青龍映画賞     | 新人監督賞         | パク・チワン     | 受賞       |
| 第42回青龍映画賞     | 脚本賞             | パク・チワン     | ノミネート |